# Добершау-Гауссіг
Добершау-Гаусіг (нім. Doberschau-Gaußig; в.-луж. Dobruša-Huska) — громада в Німеччині, розташована в землі Саксонія. Входить до складу району Бауцен.
Площа — 40,48 км2. Населення становить 4173 ос. (станом на 31 грудня 2020).
Офіційною мовою в населеному пункті, крім німецької, є лужицькі. 

## Галерея

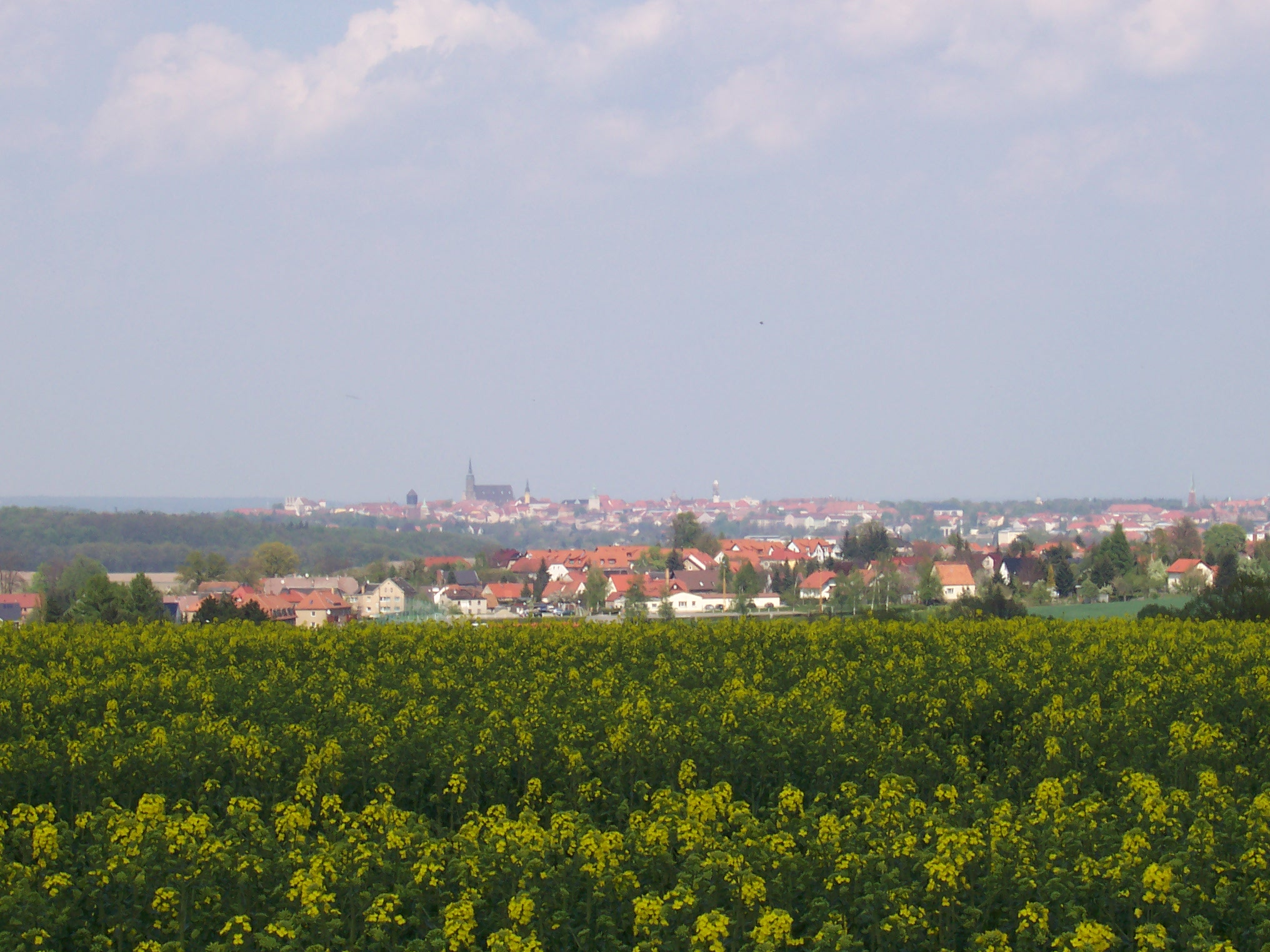
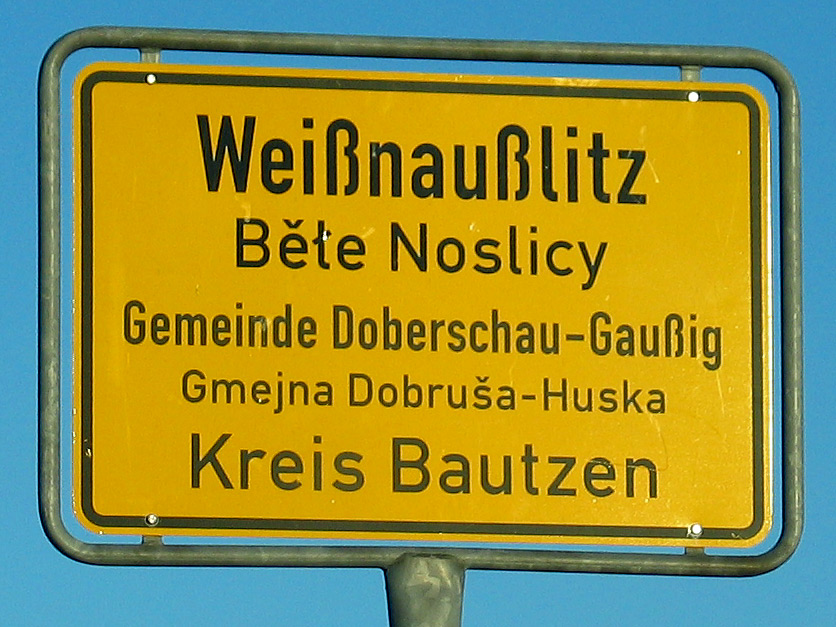
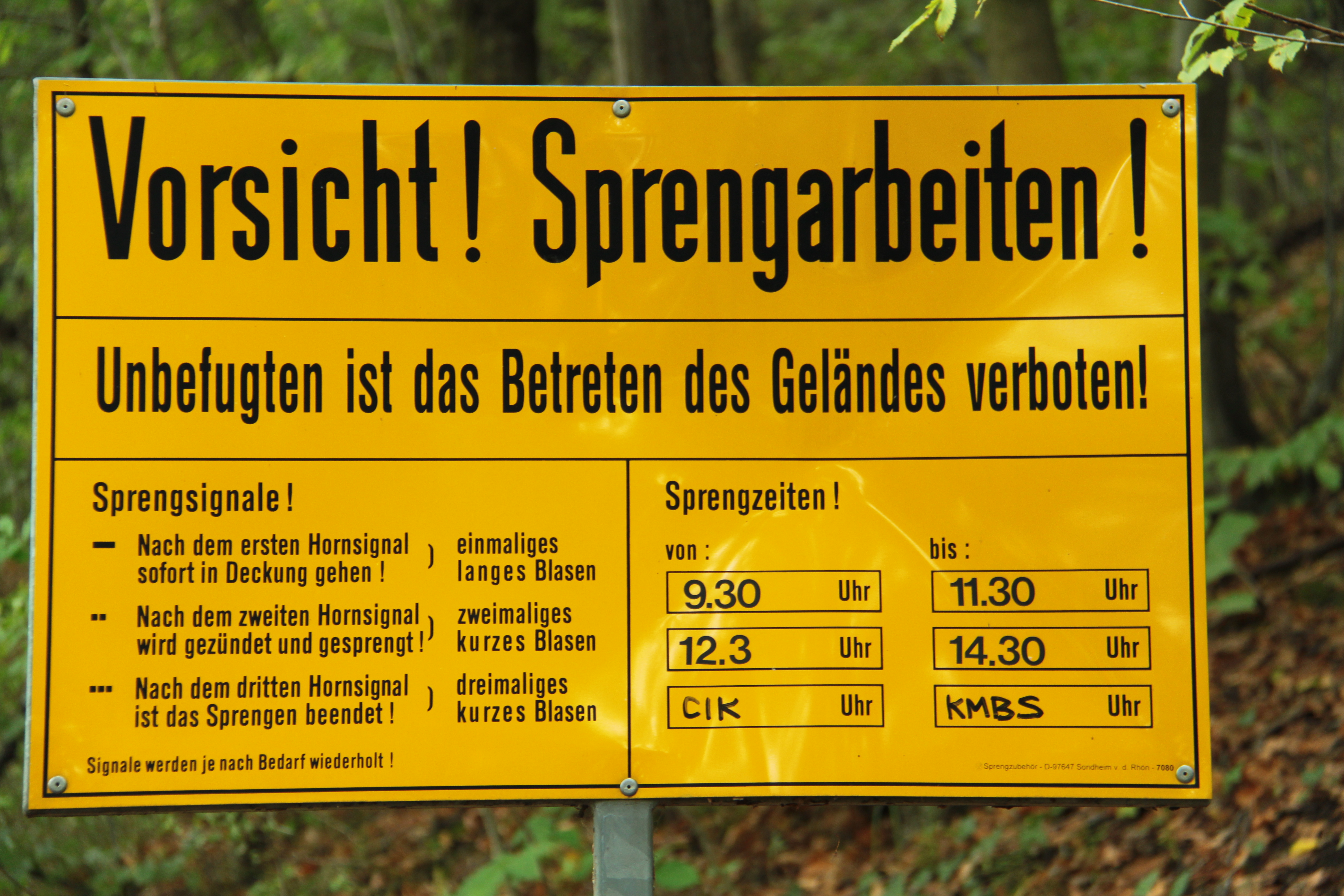
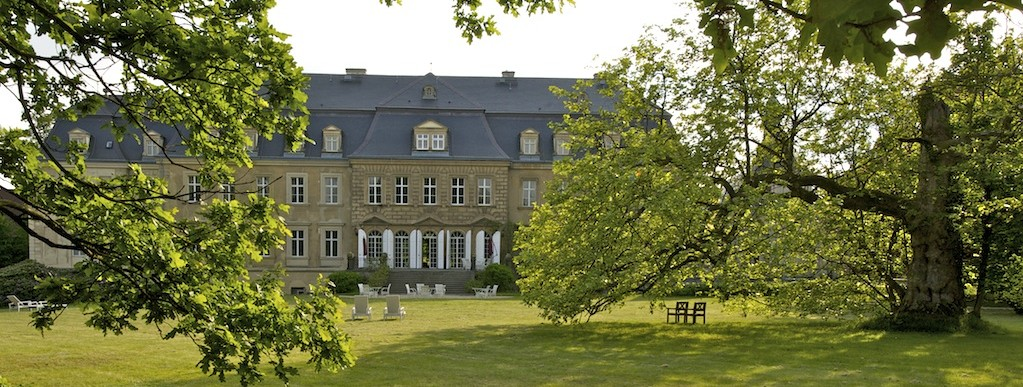